# Ronald Binge
Ronald Binge (15 juillet 1910 - 6 septembre 1979) est un compositeur et arrangeur britannique de musique légère. Il arrange certaines des pièces les plus célèbres de Mantovani avant de composer sa propre musique, qui comprend Elizabethan Serenade et Sailing By (en).

## Biographie
Binge est né dans un quartier ouvrier de Derby, dans le Derbyshire, dans les Midlands anglais.
Durant son enfance, il est choriste à l'Église Saint Andrew (en) (Église d'Angleterre ), London Road, Derby – « l'église des cheminots » (démolie en 1970). Binge fait ses études à l'École de Musique de Derby (en), où il étudie l'orgue.
Au début de sa carrière, il est organiste de cinéma et commence ensuite à jouer au sein d'orchestres d'été dans des stations balnéaires britanniques (y compris Blackpool et Great Yarmouth ), pour lesquels il apprend à jouer de l'accordéon piano. Les compétences de Binge en tant qu'organiste de cinéma sont mises à profit et il joue de l'orgue dans le premier orchestre de Mantovani, le Tipica Orchestra.
Pendant la Seconde Guerre mondiale, il sert dans la Royal Air Force, période durant laquelle il est beaucoup sollicité pour organiser des divertissements dans le camp.
Après la guerre, Mantovani propose à Binge d'arranger et de composer pour son nouvel orchestre. En 1951, son arrangement de Charmaine lui vaut, ainsi qu'à Mantovani, un succès et une reconnaissance mondiale. Cependant, il se lasse rapidement d'écrire des arrangements et se tourne vers la composition d'œuvres originales et de musiques de films.
Il meurt à Ringwood, dans le Hampshire, d'un cancer du foie en 1979 à l'âge de 69 ans.

## Compositions
Binge s'intéresse aux détails techniques de la composition et est surtout connu comme l'inventeur de l'effet « cordes en cascade (en) » qui est le son caractéristique de l'orchestre de Mantovani, très utilisé dans ses arrangements de musique populaire. L'effet a été créé à l'origine pour capturer l'essence des propriétés d'écho d'un bâtiment tel qu'une cathédrale, bien qu'il soit devenu plus tard particulièrement associé à la musique Easy listening.
| Audio externe | |
|               | Vous pouvez écouter Elizabethan Serenade de Ronald Binge interprétée par Mantovani et son orchestre en 1971 sur archive.org |

La composition la plus connue de Binge est probablement Elizabethan Serenade (1951), qui est utilisée par la BBC comme thème de la série populaire des années 1950, Music Tapestry, et comme générique pour la radio British Forces Network, et pour laquelle Binge remporte en 1957 un Ivor Novello Award. La pièce est ensuite arrangée en une version vocale appelée Where the Gentle Avon Flow, avec des paroles du poète Christopher Hassall (en). Une version reggae de la chanson, Elizabethan Reggae, est interprétée par Boris Gardiner (en) en 1970.
Binge est également connu pour Sailing By (en) (1963), qui présente les prévisions maritimes de fin de soirée sur BBC Radio 4. D'autres pièces célèbres incluent Miss Melanie, Like Old Times, The Watermill (en) (1958) pour hautbois et cordes, et son Concerto pour saxophone alto en mi bémol majeur (1956).
Son œuvre la plus grande, la plus longue et la plus ambitieuse est la symphonie en ut en quatre mouvements (Symphonie du samedi), qui est écrite au cours de sa retraite entre 1966 et 1968 et jouée en Grande-Bretagne et en Allemagne.
Moins célèbre est une pièce pour piano connue sous le nom de Vice Versa, un palindrome musical qui exploite également les deux portées utilisées pour l'écriture pour piano. La musique se lit de la même façon quelle que soit la façon dont elle est tournée. Binge étend ensuite ce thème en composant une pièce connue sous le nom de Upside/Downside pour son fils qui apprend à jouer de la flûte à bec à la Downside School (en). Ce palindrome musical est destiné au piano, à la flûte à bec et au violoncelle et est encore une fois universellement réversible - deux musiciens peuvent jouer à partir de la même partition en lisant ses extrémités opposées.

## Postérité
Au début de 2013, le Conseil municipal de Derby (en) et la Derby Civic Society annoncent la pose d'une plaque bleue sur l'une de ses deux premières maisons à Derby (83 Darby Street, Normanton ou 29 Wiltshire Road, Chaddesden)[réf. nécessaire].